# Anthony Carfano
Anthony Carfano (* um 1898; † 25. September 1959 New York City) alias Little Augie Pisano war ein US-amerikanischer Mobster in New York City und wird der Genovese-Familie zugerechnet, die zu seiner Zeit von Lucky Luciano geleitet wurde, und hat für seine „Familie“ das millionenschwere Glücksspiel in Florida aufgebaut.

## Leben

### Frühe Jahre
Anthony Carfano war ein Jugendfreund von Frank Costello und Joe Adonis. Er war bald einer der Pistolenmänner um Joe Masseria und gehörte während der US-amerikanischen Alkoholprohibition zur Crew von Frankie Yale. Nach der Ermordung von Yale 1928 teilten Carfano, Joe Adonis und Vincent Mangano dessen Aktivitäten unter sich auf und Carfano übernahm die Kontrolle über den Alkoholschmuggel und die illegalen Glücksspiele in Brooklyn.
Nachdem Lucky Luciano als starker Mann aus dem Krieg von Castellammare hervorgegangen war, stieg Carfano zum Lieutenant unter Joe Adonis und Frank Costello auf. Nachdem Luciano 1936 verhaftet worden war, verblieb Carfano in seiner Position unter Vito Genovese und stieg unter Frank Costello weiter auf, der Genovese nachfolgte, als dieser sich nach Italien absetzte, um einer Mordanklage zu entgehen.

### Florida
In den 1930er Jahren wurde Carfano von Costello und Adonis in den Süden von Florida geschickt, da die Genovese-Familie dorthin expandierte. Er organisierte erfolgreich die Glücksspiel- und sonstigen illegalen Aktivitäten; investierte aber auch in legale Aktivitäten der Badeorte und Hotels in Florida; z. B. das Wofford Hotel.
Zu diesem Zeitpunkt einigte sich die Commission des National Crime Syndicate auf Vorschlag von Meyer Lansky Miami und Miami Beach als offene Städte zu betrachten; d. h., diese Städte sollten allen Clans der La Cosa Nostra und der assoziierten Banden offenstehen. Trotz der Einwände von Carfano überzeugte Costello ihn, mit Lansky zusammenzuarbeiten.
In den späten 1950er hatte Carfano ein mehrere Millionen schweres Glücksspielimperium im Süden Floridas aufgebaut; obwohl eigentlich Santo Trafficante, Sr aus Tampa offizieller Boss in Florida war.

### Das Ende
Als Costellos Position durch den zurückgekehrten Genovese in Frage gestellt wurde, war Carfano der einzige hochrangige Anführer der ihn unterstützte. Willie Moretti war 1951 ermordet worden; Joe Adonis 1956 abgeschoben worden. Genovese befahl deshalb Anthony „Tony Bender“ Strollo die Ermordung Carfanos.
In der Nacht des 25. September 1959 wurde Carfano von Strollo zu einem Dinner ins Marino's Restaurant eingeladen. Zuvor besuchte Carfano mit einigen Freunden den Nachtclub Copacabana. Dazu gehörten u. a. Janice Drake, eine ehemalige Miss New Jersey und Ehefrau des Comedian Alan Drake.
Carfano wollte Janice Drake nach dem Dinner mit Strollo selbst nach Hause fahren; beide wurden später in der Nähe des Flughafens New York-LaGuardia mit einer Schusswunde im Hinterkopf tot aufgefunden.